# Diecezja Batticaloa
Diecezja Batticaloa (łac. Diœcesis Batticaloaensis) – diecezja rzymskokatolicka w Sri Lance, powstała w 2012 po podziale diecezji Trincomalee–Batticaloa. Pierwszym biskupem został mianowany Joseph Ponniah.

## Główne świątynie
- Katedra: Katedra Najświętszej Maryi Panny w Madakalapuwie

## Biskupi diecezjalni
- Joseph Ponniah (2012–2024)